# Tuar Mhic Éadaigh
Tuar Mhic Éadaigh (Engels: Tourmakeady) is een plaats in het Ierse graafschap County Mayo. De plaats telt naar schatting 1.000 inwoners.

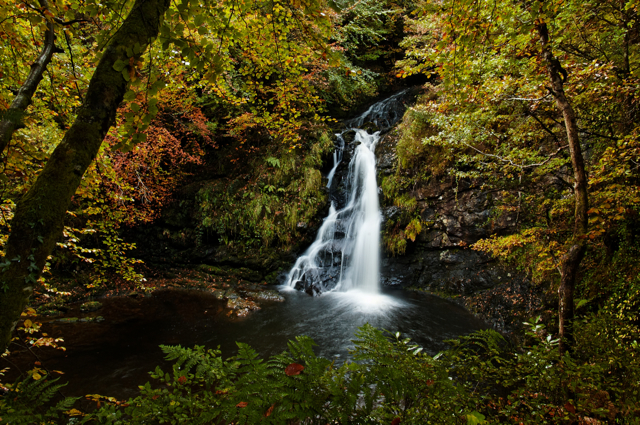
Waterval in de plaatselijke bossen